# Taxi 3
Taxi 3 ist eine Actionkomödie aus dem Jahr 2003 des Regisseurs Gérard Krawczyk nach einem Drehbuch von Luc Besson. Es ist die Fortsetzung der Filme Taxi (1998) und Taxi Taxi (2000).

## Handlung
Eine Gang, die sich selbst die „Weihnachtsmann-Gang“ nennt, begeht Überfälle in Marseille und die Polizei kann sie nicht aufhalten. Émiliens Chef Commissaire Gilbert ist von einer chinesischen Reporterin abgelenkt, die vorgibt sich für die Polizeiarbeit zu interessieren, sich jedoch später als Kopf der „Weihnachtsmann-Gang“ entpuppt. Émilien wohnt inzwischen mit Petra zusammen, welche ihm später verkündet, dass sie seit acht Monaten von ihm schwanger sei, er aber so in seine Arbeit vertieft sei, dass ihm dies entgangen sei. Daniel ist ebenso in einer Beziehungskrise, da er sich mehr um sein Taxi als um seine Freundin kümmert und sie aus ihrer gemeinsamen Wohnung zurück zu ihren Eltern zieht.
Nach einer Serie von Fehlschlägen der Polizei im Kampf gegen die Gang gelingt es schließlich Daniel mit Hilfe seines Taxis und einiger alter Freunde wie Général Bertineau, dem Vater seiner Freundin, die Bande zu stellen.

## Kritik
„Langweilige Fortsetzung der in Frankreich erfolgreichen Filmserie, die lediglich überdrehte und abgestandene Gags aneinander reiht. Die von Luc Besson produzierte Reihe hat mit diesem Teil alles an Biss und Tempo eingebüßt. Einzig ein Gastauftritt von Sylvester Stallone sorgt für Überraschung.“

## Effekttechnik
Eine Beschreibung der verwendeten Fahrzeuge findet sich im Artikel des ersten Films Taxi. Das Taxi hat die Funktionen der vorherigen Filme. In Taxi 3 wird wieder ein Peugeot 406 der 2001er Baureihe verwendet, allerdings ist das Auto äußerlich etwas verändert. So hat der Wagen im Film etwa lackierte Zierleisten oder einen anderen Grill als das Normalmodell. Die einzige Szene, in der das Fahrzeug sich sichtbar verändert, ist in den französischen Alpen. Der Aufbau für die Ketten für das Fahrzeug stammt aus einem Jeep Wrangler und passt perfekt unter die Karosserie des Peugeot 406. Der Motorsound des Peugeot 406 3.0 in den berühmten Rennszenen in oder außerhalb der Stadt, wurden allerdings von einem Peugeot 306 GTI EVO II Rally Car aufgezeichnet, die später im Schnitt und in der Vertonung als Soundfiles dazu gemischt wurden. Das Fahrzeug, das zur Motorgeräuschaufnahme verwendet wurde, ist am Anfang des zweiten Teils in der Bergrennen-Szene zu sehen und wurde extra drei Wochen vom Filmteam für die Aufnahmen ausgeliehen.
Der Motor des Jeeps wurde nicht verändert, lediglich die Einstiegsleisten wurden abgesägt, um sie an die Karosserie des Peugeots anzupassen. Die Abfahrt ins Tal auf der Skirennpiste wurde vom Originalauto gefahren, allerdings mit anderen Reifen von Michelin. Bei dieser Szene wurde eines der beiden Spielfahrzeuge so beschädigt, dass die Filmcrew fast 2 Tage auf das zweite Ersatzfahrzeug warten musste. Der Umbau auf diese Technik verlangte den Mechanikern des Films alles  ab, da beim sogenannten close up eine kurze Senkbewegung am Fahrzeug sichtbar sein sollte, bis die Computeranimation eintritt. Die Steuerung der gesamten Anlage erfolgt über pneumatische 3-Wege-Systeme, allerdings nur bei maximal 40 km/h. Eines der Originalfahrzeuge steht im Musée de l'Aventure Peugeot von Peugeot in Sochaux.

## Ausstrahlung in Deutschland
Der Film wurde im deutschen Free-TV am 19. November 2005 um 20:15 Uhr auf ProSieben ausgestrahlt. Den Film sahen insgesamt 2,04 Millionen Zuschauer bei einem Marktanteil von 6,5 Prozent zu. In der werberelevanten Zielgruppe waren es 1,57 Millionen Zuschauer bei 13,2 Prozent Marktanteil.

## Trivia
- Im Gegensatz zu den Vorgängern kam Taxi 3 in Deutschland nicht in die Kinos. In Frankreich hatte der Film seine Premiere am 29. Januar 2003.[4]
- Sylvester Stallone hat am Anfang des Filmes einen Gastauftritt als Fahrgast, der auf dem Flughafen mit dem Zitat: „Irgend so ein Rambo-Verschnitt soll wohl aussehen wie ich“, von einem Hubschrauber abgeholt wird. Hauptdarsteller Samy Naceri war von diesem Auftritt keineswegs begeistert. Stallone wurde französisch synchronisiert,[5] da er die Sprache nicht konnte und auch seinen Text nicht extra lernen wollte. Dazu befragt, antwortete Samy: „Das war wieder einmal typisch Hollywood!“
- Die Titelsequenz ist eine Hommage an die Titelsequenzen der James-Bond-Filme.[5]